# Theophilea
A Theophilea a rovarok (Insecta) osztályának bogarak (Coleoptera) rendjébe, ezen belül a mindenevő bogarak (Polyphaga) alrendjébe és a cincérfélék (Cerambycidae) családjába tartozó nem.

## Rendszerezés
A nembe az alábbi 2 faj tartozik:
- Theophilea cylindricollis Pic, 1895 - típusfaj
- hengeres szalmacincér (Theophilea subcylindricollis) Hladil, 1988